# Canon EF-S 18-200mm
Il Canon EF-S 18-200mm IS è un obiettivo superzoom, costruito dalla Canon. È l'obiettivo fornito in kit con la Canon EOS 50D e Canon EOS 500D, che si va ad affiancare al Canon EF-S 17-85mm IS USM, rispetto al quale perde 1mm come grandangolo, ma va a guadagnare 115mm dal lato tele.
Pur avendo Canon prodotto obiettivi superzoom per macchine full frame, questi obiettivi su macchine APS-C hanno una lunghezza focale equivalente che va da quella di un obiettivo standard a quella di un lungo tele. Il 18-200mm è la prima lente Canon studiata specificatamente per sensore a formato ridotto, che offre sia una focale abbastanza grandangolare, sia una focale tele. Altri produttori di terze parti, quali Sigma e Tamron hanno delle lenti simili per sensori a formato ridotto; tuttavia, questi obiettivi hanno spesso un'apertura minima alla focale tele di f/6.3, che rende inaffidabile l'autofocus sui corpi EOS a formato ridotto (infatti, l'autofocus è progettato per operare con obiettivi con apertura minima di f/5.6). L'apertura maggiore di 1/3 di stop del 18-200mm consente un autofocus più veloce ed efficiente.
Funzionalmente, è molto simile al Canon 28-300mm, che presenta anch'esso la stabilizzazione dell'immagine ed è comparabile come apertura massima e lunghezza focale quando montato su una macchina full frame. Le recensioni tuttavia indicano come il 18-200mm sia inferiore al 28-300mm come qualità d'immagine e come costruzione; ciò è sicuramente dovuto al fatto che il 28-300mm appartiene alla serie L, ed è su una fascia di prezzo decisamente superiore. Molte recensioni criticano il 18-200mm per gli alti livelli di distorsione a barilotto alla focale grandangolare, e per la presenza di aberrazioni cromatiche e mancanza di nitidezza a tutte le focali. La mancanza del motore ultrasonico è stata criticata dai recensori, ma è da vedere nell'ottica di scelte di marketing della Canon, che tendono ad eliminare il motore ultrasonico nelle ottiche di fascia bassa (si veda anche il 18-55mm). Il 18-200mm è generalmente ritenuto superiore ai corrispettivi Sigma e Tamron, con recensioni positive per quanto riguarda il rapporto qualità/prezzo.